# Мужля

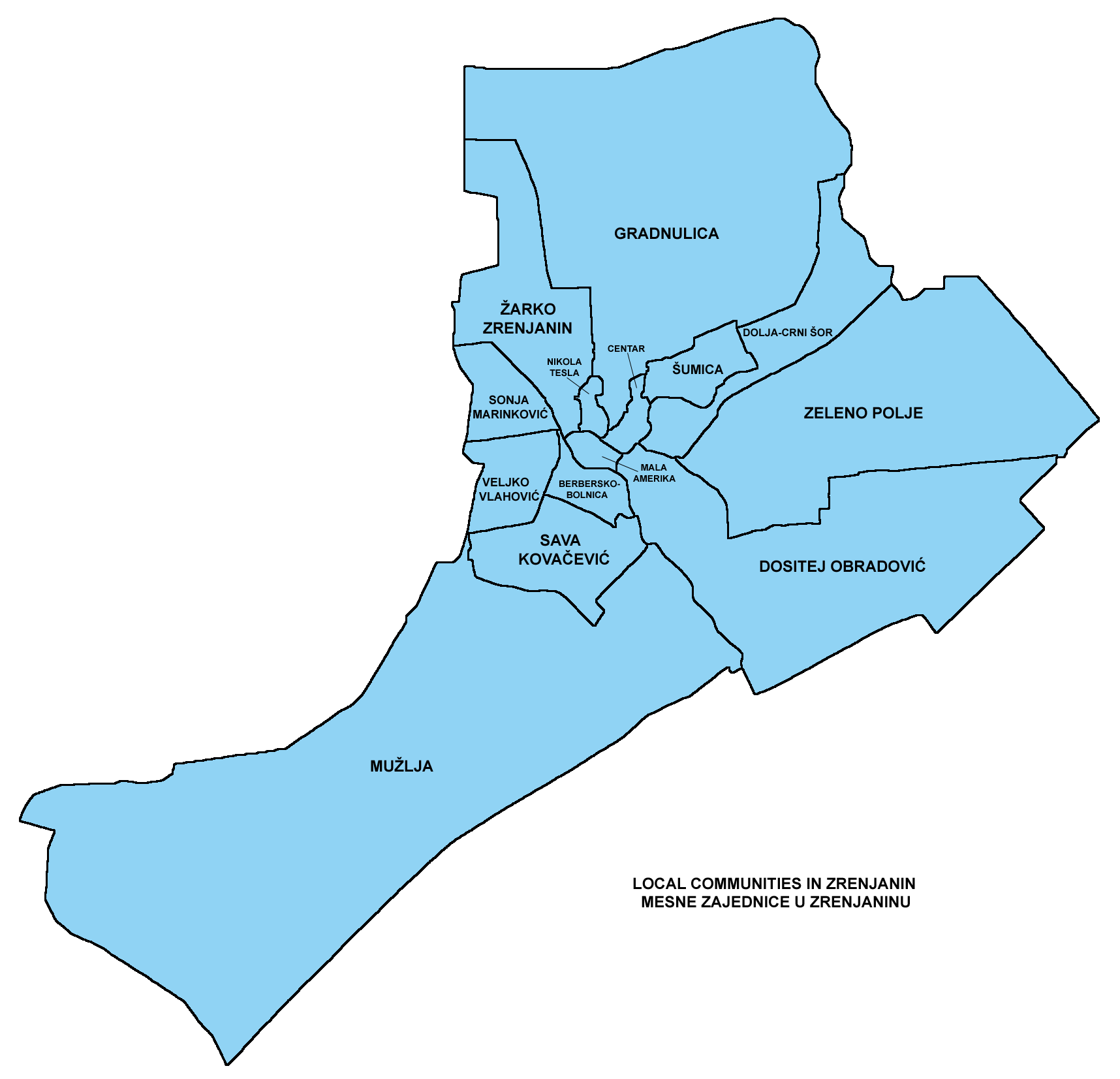
Районы Зренянина

Му́жля (серб. Мужља / Mužlja , венг. Muzslya, рум. Mužlja, слов. Mužlja) — район города Зренянин в Автономном крае Воеводина в Сербии. Поселение объединено со Зренянином в 1981 году.

## Описание
Расположена в среднем Банате к югу от Зренянина. Близость города имела большое значение для поселения и его культурной, политической и экономической жизни. Мужля — одно из крупнейших местных сообществ (серб. месна заједница) в Зренянине с населением около 10 000 человек, включает две колонии — Мала Колония и Фееш Клара (серб. Мала колонија и Фејеш Клара). Расположена на правом берегу реки Бегей на высоте 75—77 метров над уровнем моря.
До 1955 года поселение называлось Горня Мужля (серб. Горња Мужља, венг. Felső-Muzslya). Само название поселения происходит от сербского слова «музара» (дойная корова), так как раньше в этой местности жили пастухи. При раскопках городища были найдены предметы неолитической Старчево-кришской культуры.
Местные жители занимались земледелием. В 1552 году Бечкерек и Торонтальская жупания были завоёваны турками, и жители стали массово переселяться на север. С 1716 до 1718 годов Габсбургская монархия завоевала эти регионы и начала колонизацию немцев, сербов, венгров, словаков и румын. Колонизация Мужли упоминается с 1867 года, но она произошла только в 1890 году, когда Королевская палата поселила к югу от Бечкерека 420 венгерских семей (2500 человек) на 6000 гектарах земли с целью ведения сельского хозяйства.
Сегодня жители района в основном работают в Зренянине, а в сельском хозяйстве занято менее 10 %. Население состоит в основном из венгров и сербов.
Вместе с постройкой поселения были построены и общественного здания: в 1893 году строится школа, в 1895 — здание пожарной части, в 1902 году — римско-католическая церковь Святого Имени Девы Марии, в 2002 году был построен интернат «Эмаус», которым руководили салезианские монахи.